# Frans Suell (konstnär)
Frans Suell, född 2 september 1795 i Landskrona, död 25 juli 1829 i Ramlösa, Skåne, var en svensk målare, tecknare och kustuppsyningsman.
Han var son till klensmeden Frans Suell och Kristina Backman. Suell blev student vid Lunds universitet 1813 och fortsatte därefter sina studier vid Konstakademien i Stockholm 1816 där han tilldelades den Meyerska medaljen 1817 samt en jetong för uppvisade teckningar i modellskolan. Han medverkade i Götiska förbundets utställning 1818 med oljemålningen Brage, Skaldekonstens och Wältalighetens Gud, sittande, spelar på en harpa trots att tavlan visade konstnärens skickliga anlag kunde den inte belönas eftersom den inte föreställde de för utställningen utsatta ämnen. Efter sin tid vid akademien undervisade han i teckning och målning i Kalmar 1819–1823 och som sidosyssla arbetade han som jägmästare. Han flyttade därefter till Malmö där han etablerade Suells Silhuett-Fabrik innan han fick tjänsten som kustuppsyningsman i Ramlösa. Förutom större oljemålningar utförde han silhuettklipp och miniatyrmålningar på elfenben.  